# Cajamarca (Tolima)
Cajamarca es un municipio de Colombia, en el departamento del Tolima. Se ubica en una meseta atravesada por los ríos Anaime y Bermellón. Dentro del municipio se encuentra el Túnel de La Línea que atraviesa 8 650 m de la Cordillera Central.

## Historia

### Época prehispánica
Según dataciones radiométricas, se muestra que el Machín incrementó su actividad volcánica en los años 5000, 4600 y 3600 a. C. que generaron depósitos de flujos de piroclastos de pómez y depósitos de oleadas piroclásticas causadas por erupciones plinianas.
Para el cañón del río Anaime se reportó un suelo enterrado por sedimentos volcánicos que data de 2480 a. C. posiblemente donde vivieron comunidades que tenían como fuente principal la agricultura.  
Las erupciones del Machín siguientes fueron en el año 2600 a. C. con la diferencia de ser una erupción vulcaniana, la del 750 d. C. fue pliniana y nuevamente en el 1150 d. C. fue vulcaniana.
Posteriormente a este evento volcánico se registran en la región evidencias arqueológicas de grupos que datan de 300 a. C. Estos pobladores cultivaban la agricultura para su dieta, se hallaron vasijas cerámicas de tamaños pequeños, pastas delgadas y desgrasantes finos, y además tumbas de cancel.  
Los aldeanos tempranos permanecieron en la zona hasta el año 750 d. C. o un poco más de la época, en la cual se presentó otro evento volcánico de gran magnitud que afecto la región por la caída de depósitos piroclásticos y flujos piroclásticos de pómez producidos por una erupción pliniana muy violenta; principal causa o una de las causas de la migración de las poblaciones, que se relaciona con la disminución y ocultamiento del registro arqueológico.
En el año 1000 se registraron en la zona la presencia de pobladores del periodo tardío que recolonizaron los paisajes, estas comunidades se caracterizaron por ser grupos numerosos, ocuparon espacios grandes y sus vasijas eran de mayor tamaño, pastas burdas y desgrasante más grueso que los del periodo anterior. Dichos aldeanos se encontraban habitando la región cuando se presentó el último evento volcánico para el año 1150 se caracterizó por generar depósitos de caída piroclástica y flujos piroclásticos de bloques y ceniza. Los pobladores al parecer no fueron afectados por dicho fenómeno y continuaron en la zona hasta el año 1.600, época en la que sucedió la conquista española y se registraron constantes enfrentamientos. 
Cajamarca estuvo ocupada por poblaciones pijao que ocuparon áreas planas y de montaña, en gran parte de la cordillera Central en los departamentos de Tolima, Cauca, Valle del Cauca y Huila.

### Época virreinal
Los colonizadores ingresaron a la región por medio del río Coello, tuvieron buenas relaciones con las poblaciones del valle del Magdalena y los alrededores. Estas poblaciones se organizaban en tres grupos: Comveyma, Coyaima y Natagaima. Estas comunidades eran pacíficas y tranquilas, quienes se unieron a los españoles para colonizar a sus rivales en la altura de la cordillera. En el año 1700 estas comunidades aliadas de los españoles establecieron los resguardos indígenas de Ortega, Chaparral y Natagaima, ubicadas al sur del Tolima y algunas siguen preservando su identidad cultural.
Las anteriores comunidades se asentaron en los valles y partes bajas, mientras que los pijaos se establecieron en las montañas de la Cordillera Central. Los españoles hallaron los ríos y cañones de Anaime y Bermellón, entre estos se encuentra la meseta donde se encuentra la cabecera actual y la llamaron "La Mesadeybague". En la meseta se hallaba un poblado liderado por el cacique Embiteme que enfrentó a los españoles, pero que llegarían a un acuerdo de paz, aun así, los españoles enfrentaron a los indígenas que se adentraron por el cañón de Anaime y tuvieron enfrentamientos con las poblaciones anayma y vilacaima.
En estos cañones los españoles hallaron comunidades indígenas dispersas que llamaron “Anayma, Vilacaima y Matagaima”, caracterizadas  por su desarrollo y cultura alusiva a la guerra. En medio de las batallas y enfrentamientos, los indígenas perecieron, sin embargo, los que sobrevivieron fueron esclavizados en Cartago, Popayán y la encomienda de la mesa de Ibagué viejo; otros lograron escapar emigrando a otras regiones y mezclándose con otros grupos étnicos, como los nasas, paeces y toribios.
En 1550, Andrés López de Galarza fundaría Ibagué, un asentamiento donde hoy es el centro poblado de Anaime, pero debido al constante ataque de los indios pijaos se vio obligado a trasladar la población a donde se encuentra actualmente. La resistencia indígena duró desde 1537 hasta 1610, hasta que en 1611 Juan Borja, encargado de conquistar las tierras por órdenes de la Corona Española entrega una carta donde envía un parte de victoria.

### Época Republicana
Su cabecera nació en 1886 en el sitio que hoy ocupa el centro poblado de Anaime, a donde llegaron colonizadores antioqueños que desarrollaron tanto la actividad agropecuaria como la arriería. En 1913 el obispo de Ibagué Ismael Perdomo Borrero fundó la nueva población, que adoptó el nombre de San Miguel de Perdomo en lo que había sido una dehesa de la hacienda Cajamarca. En 1916 la Asamblea Departamental dispuso que la cabecera municipal se trasladara de Anaime al nuevo poblado, con el nombre de Cajamarca.

### El caso Cajamarca
El municipio adquirió cierta notoriedad porque allí el 10 de abril de 2004 soldados del ejército asesinaron a una familia de cinco personas, entre ellas un bebé de seis meses, quienes supuestamente fueron confundidas con guerrilleros de las FARC y abatidas en medio de la oscuridad, por no obtener respuesta a la orden de detenerse por parte de los supuestos subversivos. El expresidente Álvaro Uribe Vélez, tras "absolver" a los militares que se sostuvieron en sus declaraciones, reconoció días después que había sido un "error militar".

### Mina de La Colosa
Es de gran relevancia en los últimos años, la presencia y actividad de la multinacional minera AngloGold Ashanti, la cual desarrolla tareas de exploración en un área de reserva natural dentro de la jurisdicción del municipio. en lo que se promueve, desde la empresa y el gobierno nacional, como uno de los mayores yacimientos de oro del mundo. Las implicaciones ambientales y el interés económico de la multinacional en la explotación del proyecto conocido como Mina de La Colosa, han generado gran polémica, no sólo en el municipio sino en todo el departamento del Tolima y en todo el país.
El 26 de marzo de 2017, luego de más de un año de batalla legal, se llevó a cabo la consulta popular en la que los habitantes del municipio decidieran sobre si estaban o no de acuerdo con actividades de explotación minera en su territorio, con resultados de 1,21% por el si y 97,92% el NO a la minería se impuso en la consulta.

## Geografía
Está ubicada en el cañón de Anaime, entre los ríos Anaime y Bermellón en la Cordillera Central. En su área rural se encuentra el volcán Cerro Machín a 6 km de la cabecera municipal y a 26.2 km del Nevado del Tolima en el parque nacional de los Nevados. 
Al ser una región montañosa, posee diversas temperaturas que van desde los 17 °C a 25 °C entre 1600 y 2100 m. s. n. m, 17 °C a 10 °C entre 2100 y 2600 m s. n. m. y 6 °C entre 2600 y 3100 m s. n. m.

### Geología
Su territorio lo componen rocas metamórficas foliadas de la era paleozoica, por lo general diaclasadas compuestos por esquistos verdes y esquistos negros interdigitados. Se distingue por ser sometido a eventos térmicos regionales en la era paleozoica, intrusiones del cretácico como del paleógeno y neógeno, y actividad tectónica.

### Límites municipales
Cajamarca está delimitado por los siguientes municipios y con el departamento del Quindío al occidente y norte:
| Noroeste: Salento ( Quindío)        | Norte: Salento ( Quindío)  | Nordeste: Ibagué |
| Oeste: Calarcá y Córdoba ( Quindío) |                            | Este: Ibagué     |
| Suroeste: Pijao ( Quindío)          | Sur: Roncesvalles y Rovira | Sureste: Ibagué  |

### Hidrografía
La cabecera del municipio se encuentra sobre una meseta formada por los ríos Anaime, que nace en la Cordillera Central en Valles de Chili cerca al municipio de Pijao y Bermellón, que nace a 3600 m. s. n. m en la Cordillera Central. El río Tochecito y Toche forman un límite natural con Ibagué hasta su desembocadura en el río Coello; el Toche nace en el nevado del Tolima.
Todo el municipio hace parte de la subzona hidrográfica Río Coello.

## División político-administrativa
La cabecera municipal de Cajamarca tiene un área de 0.95 km2 y se divide en 12 barrios: 20 de Julio, Centro, Ciudadela Ismael Perdomo, El Bosque, El Jardín, El Rosal, Evelio Gómez, La Unión, Los Manzanos, Mirador del Bosque y Urbanización Ibanasca.

Mapa veredal.

Cajamarca tiene bajo su jurisdicción los centros poblados:
- Anaime
- El Rosal

### Veredas
El municipio tiene constituido 38 veredas: 
Altamira, Arenillal, Bolivia, Cajamarquita, Cerrajosa, Cristales La Paloma, El Águila, El Brasil, El Cedral, El Diamante, El Espejo, El Oso, El Rosal, El Tostao, La Alsacia, La Bolívar, La Ceja, La Despunta, La Esperanza, La Fonda, La Judea, La Leona, La Luisa, La Plata De Montebello, La Playa, La Tigrera, Las Hormas, Las Lajas, Los Alpes, Pan De Azúcar, Planadas, Potosí, Recreo Alto, Recreo Bajo, Rincón Placer, San Lorenzo Alto, San Lorenzo Bajo, Santa Ana, Tunjos Altos y Tunjos Bajos.

## Economía
Este municipio es conocido como La despensa agrícola de Colombia especialmente por la rica producción agropecuaria del cañón de Anaime y también por su cercanía a Ibagué.

### Agricultura y ganadería
En el año 2020 el sector primario de la economía produjo 88 mil millones de pesos, siendo el cultivo de arracacha el que tenía más hectáreas sembradas con 4 441 en 2018, llegando a producir 60 mil toneladas. En el mismo año, Cajamarca logró ser el municipio con mayor cantidad de producción de fríjol en el departamento con 4 300 hectáreas sembradas y una producción de 6 020 toneladas. La gulupa fue sembrada en 2018 en un total de 96 hectáreas, siendo superado solo por Rovira, aun así produciendo 784 toneladas.
En cuanto a cultivos permanentes, los que más produjeron fueron el aguacate, con 6 630 toneladas; seguido del mango con 3 210 toneladas y la ciruela con 330 toneladas. En cultivos transitorios los que más se produjeron fueron la yuca con 3 600 toneladas, seguido del maíz con 2 340 toneladas y el ajonjolí con 55 toneladas.
Para el año 2019 había 17 972 bovinos, 1 850 porcinos y 1 321 aves distribuidas en 525 fincas bovinas, 96 predios con porcinos y 66 predios avícolas.

### Industria y comercio
El sector secundario de la economía produjo 24 mil millones de pesos, con pequeñas industrias dedicadas a la transformación de lácteos, café, frutas y tubérculos.Mientras que el sector terciario produjo 118 mil millones de pesos en 2020 y contaba con 529 establecimientos de comercio en 2021, entre las que se encuentran hoteles, restaurantes, bares, almacenes de ropa, estaciones de servicio de combustible, etc.

### Turismo
Dentro de la cabecera municipal se encuentra el parque principal Santander, dentro de este hay un obelisco con el busto de Ismael Perdomo y una escultura en honora a Pedro César García Moreno, un ambientalista asesinado por las FARC. Frente al parque se encuentra la iglesia de San Miguel Arcángel.

En la zona rural hay sitios de interés natural como el cañón de Anaime, el cañón de Bermellón, Chorros Blancos, la reserva natural Semillas de Agua, entre otros.

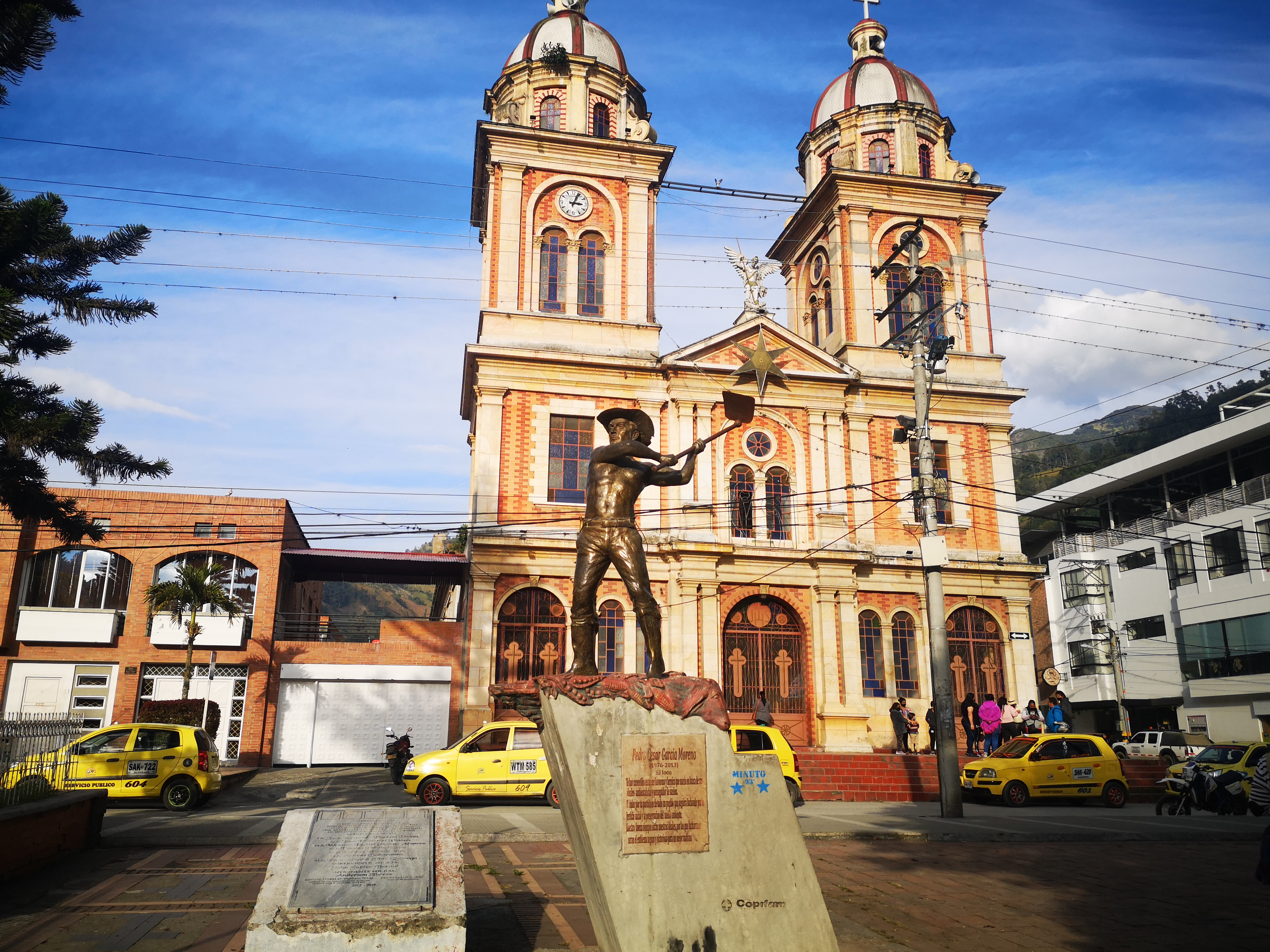
Escultura a Pedro César García Moreno e iglesia Sam Miguel Arcángel de fondo
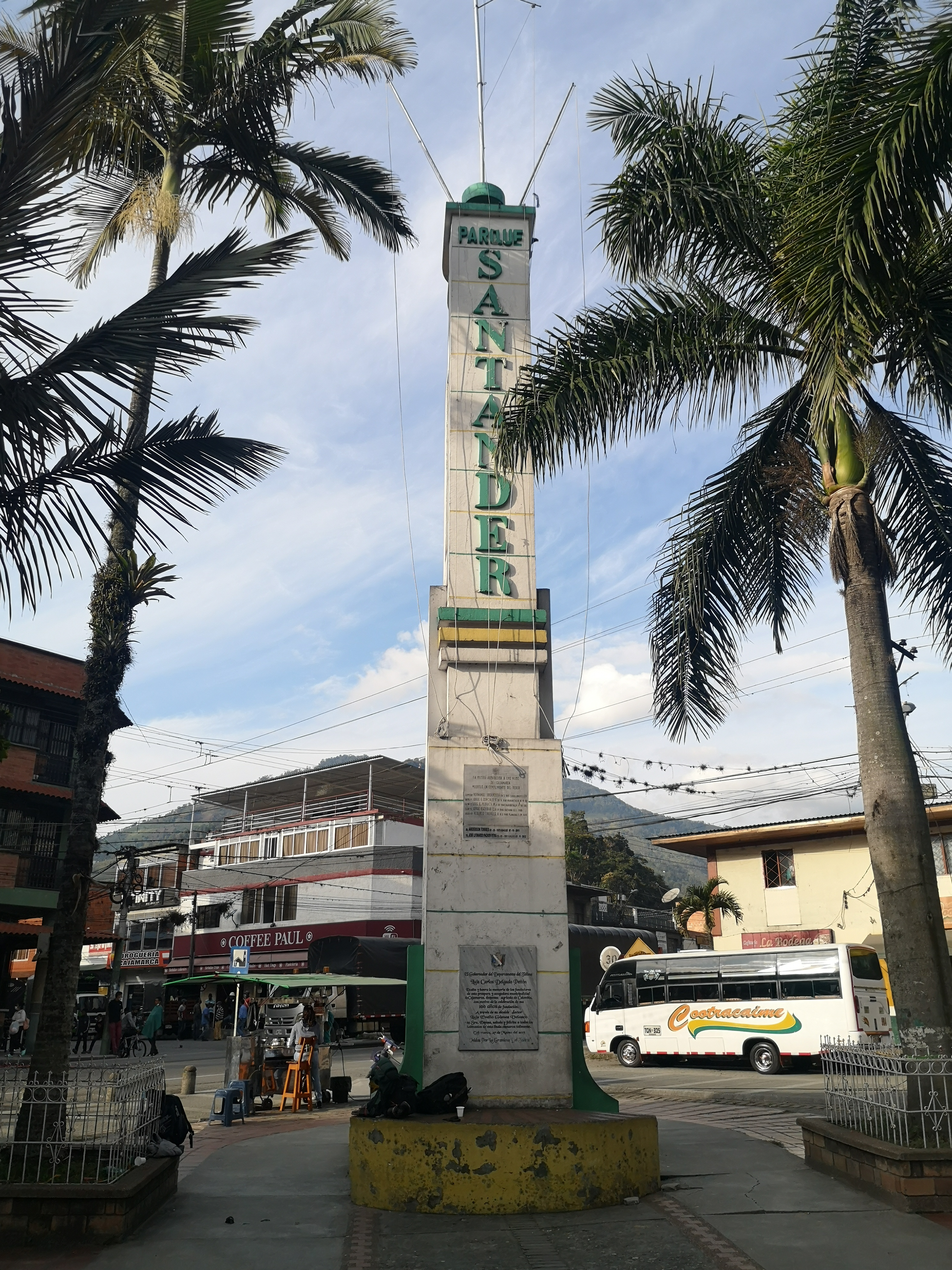
Obelisco

## Demografía
En el municipio habitan 18 535 habitantes según proyecciones de la gobernación del Tolima en el año 2021 distribuida de la siguiente manera:
Por área:
- 9 565 en el área urbana (52%).
- 8 929 en el área rural (48%).

Por sexo:
- 8 962 mujeres (48%).
- 9 532 hombres (52%).

| Gráfica de evolución de Cajamarca entre 1993 y 2023               |
|                                                                   |
| Fuente: «Censos de 1993, 2005, 2018 y proyecciones de población». |

En el censo del año 2018 hecho por el DANE y actualizado al 2021 revelan que el 11.23% de la población vive en condición NBI o necesidades básicas insatisfechas, el cuarto más bajo de la subregión Centro del Tolima, además de estar por debajo del promedio en el departamento que es de 12.22%.

## Infraestructura

### Salud
En la cabecera municipal se encuentra el hospital público de primer nivel Santa Lucía y en Anaime un centro de salud. En el sector privado existe un puesto de salud y 5 centros odontológicos.

### Educación
El municipio cuenta con seis instituciones educativas dentro de todo el municipio distribuidas en 40 sedes, de las cuales solo 5 están en el área urbana y las 35 restantes en el área rural:
- Institución educativa técnica Nuestra Señora del Rosario: 4 sedes; 3 urbanas y una rural.
- Institución educativa Ismael Perdomo: 2 sedes.
- Institución educativa técnica Cajamarca: 14 sedes.
- Institución educativa Anaime: 9 sedes.
- Institución educativa La Leona: 5 sedes.
- Institución educativa Pan de Azúcar: 6 sedes.

En el centro de la cabecera municipal se encuentra la biblioteca pública Víctor A. Bedoya.

## Transporte

### Vías
A Cajamarca se ingresa por la ruta nacional 40 desde Ibagué o Calarcá por el túnel de La Línea.
En el área urbana se encuentran 12.1 km de vías de las cuales 4.4 se encontraban en buen estado.
Existe una red de carreteras que comunican con las veredas que en 2019 sumaba 289 km, pero tan solo 6 km pavimentados, 161 con mantenimiento y 122 en mal estado.

### Distancias
- Distancia a Ibagué: 31 kilómetros
- Distancia a Bogotá: 208 kilómetros
- Distancia a Armenia: 50 kilómetros
- Distancia a Pereira: 93 kilómetros
- Distancia a Cali: 230 kilómetros

## Servicios públicos
- Energía Eléctrica: Celsia, es la empresa prestadora del servicio de energía eléctrica.
- Gas Natural: Alcanos de Colombia es la empresa distribuidora y comercializadora de gas natural en el municipio.